# Olympe Sanguines
Olympe Sanguines est le capitaine du bateau La Jeune Estelle, célèbre pour avoir passé par-dessus bord 12 esclaves alors qu'il était pris en chasse par un bateau anglais, le H.M.S. Tartar.
Le voyage a eu lieu en 1820 alors que la traite était interdite par l'Angleterre.  